# Invazia slovacă a Poloniei

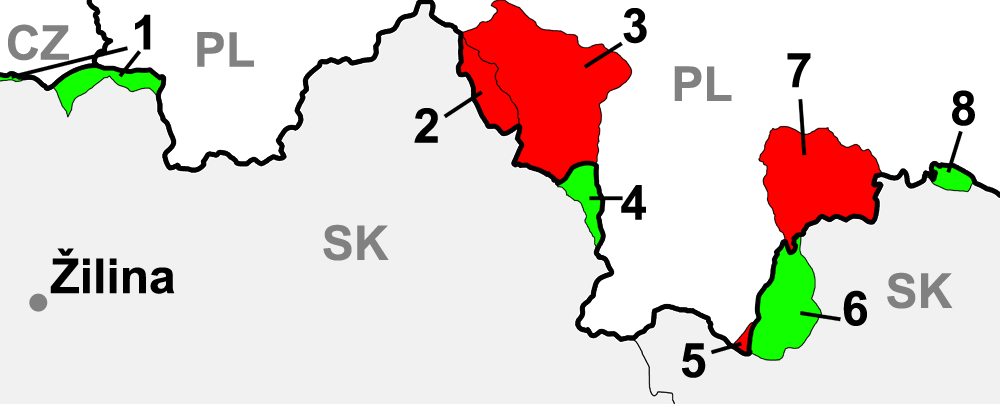
În roșu și verde se pot vedea teritoriile disputate intre Cehoslovacia (apoi Slovacia) și Polonia; în urma invaziei din 1939, toate au devenit pământuri ale Slovaciei

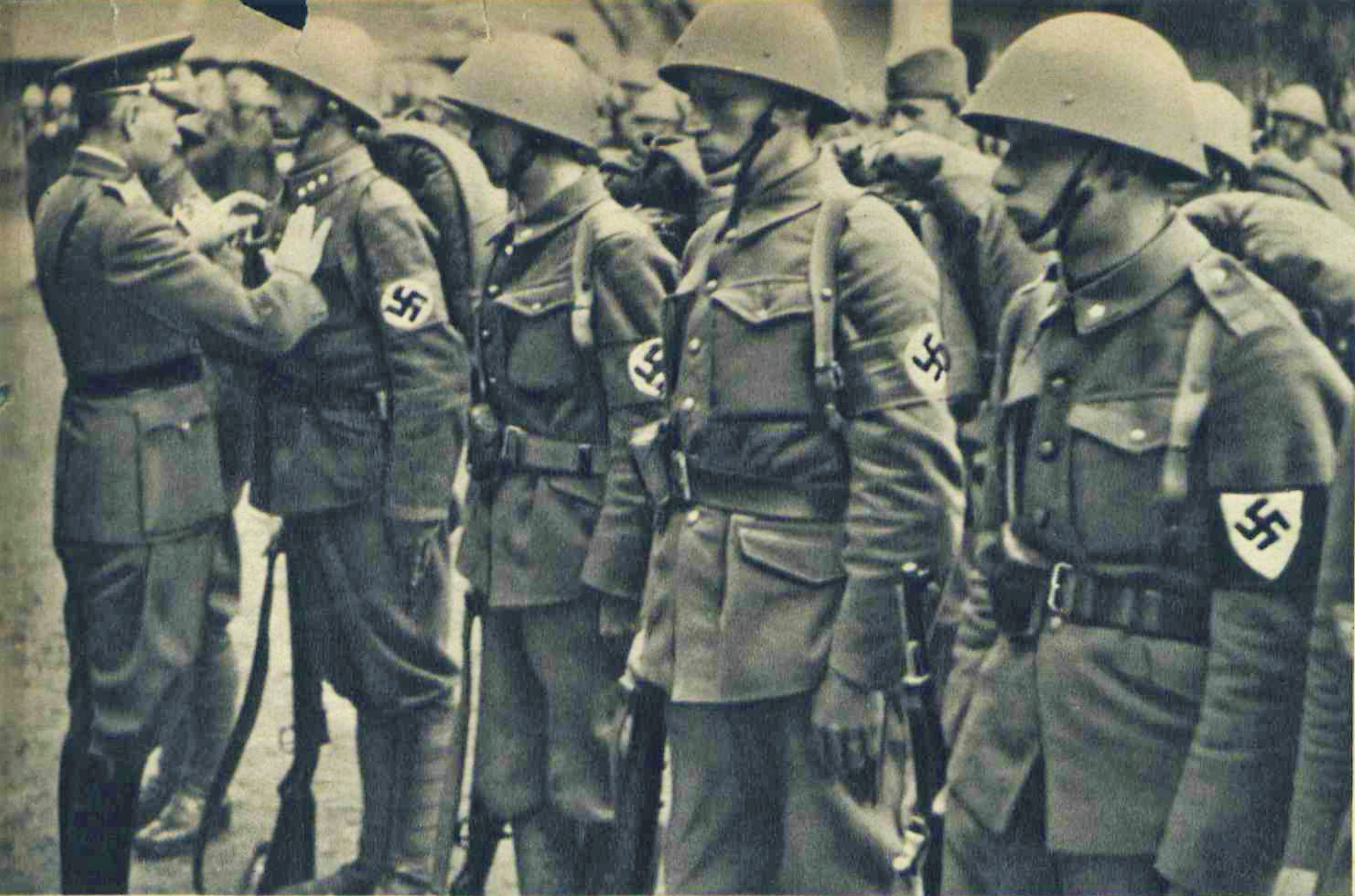

Invadarea Poloniei de către armata slovacă a început la 1 septembrie 1939, după ce Germania a declarat război Poloniei.

## Scopul invaziei
Scopul invaziei a fost recuperarea teritoriilor contestate de slovaci care au fost acordate Poloniei în 1922 și în 1938. De asemenea, slovacii displăceau Polonia din cauza apropierii Poloniei de politica maghiară  care a vizat ocuparea unor teritorii slovace.

## Ordinul de luptă
Grupu de armată Bernolák era condus de prim-ministrul slovac al apărării Ferdinand Čatloš. Acesta era compus din:  prima divizie de infanterie "Jánošík" condusa de Anton Pulanich în sectorul Spišská Nová Ves – Prešov; a doua divizie de infanterie "Škultéty" condusa de Alexander Čunderlík în sectorul Brezno – Poprad; a treia divizie de infanterie "Rázus" condus de Augustín Malár în sectorul est de Tatra Înaltă și o unitate motorizată "Kalinčiak" formată la 5 septembrie dar campania s-a încheiat înaintea punerii acestei unități pe front. 
Grupul era parte din Grupul German de Armata Sud și era subordonat celei de a 14-cea armata condusa de Wilhelm List. 
S-au luptat cu Armata Karpaty a Poloniei, care era formata din unități de infanterie cu ceva artilerie ușoară  și fără tancuri.